# موتور حاجی دادگر
موتور حاجی دادگر یک منطقهٔ مسکونی در ایران است که در دهستان حومه (ایرانشهر) واقع شده‌است. موتور حاجی دادگر ۲۹ نفر جمعیت دارد.